# Lucjan Mende
Lucjan Mende (ur. 6 czerwca 1896 w Opolu, zm. 13 czerwca 1971 w Wodzisławiu Śląskim) – polski lekarz zawodowo związany z Wodzisławiem Śląskim.

## Życiorys
Lucjan Mende urodził się w Opolu, dzieciństwo spędził w Raciborzu. Ukończył Elisabethgymnasium we Wrocławiu i studia medyczne w tymże mieście. Z ziemią wodzisławską związany był od 1921 r., kiedy to, jako początkujący medyk podjął pracę w szpitalu w Rydułtowach. Po przyłączeniu części Górnego Śląska do Polski złożył doktorat w Krakowie i zamieszkał w Wodzisławiu Śląskim, skąd pochodziła jego żona Elżbieta. Otworzył prywatną praktykę lekarską, przez krótki okres był również kierownikiem miejscowego szpitala. Po II wojnie światowej pracował jako lekarz wielu wodzisławskich zakładów pracy. Potrafił sobie dobrze radzić ze zmieniającymi się warunkami politycznymi. W okresie totalitaryzmów nazistowskiego i komunistycznego pomagał ludziom nieraz sprzeciwiając się władzy, unikając jednocześnie otwartego występowania przeciw niej. W czasie wojny leczył i ukrywał w swoim domu wielu rannych Polaków, w tym członków ruchu oporu. Mimo niemieckiego pochodzenia po wojnie nie zdecydował się na emigrację.

## Spuścizna
W Wodzisławiu Śląskim jest ulica doktora Mendego.
O doktorze Mendem opowiadano liczne anegdoty. Oto jedna z nich:
Rzecz działa się w latach pięćdziesiątych. Do doktora Mendego przyszli działacze z centrali związków zawodowych z pretensjami o wystawienie zbyt dużych ilości zwolnień lekarskich z pracy. Na takie dictum doktor Mende zdjął swój biały fartuch lekarski, zawiesił go na wieszaku i do Pani Irmy rzekł ze stoickim spokojem – „Irma pakuj się. Nowe dochtory przyszli”. Aparatczycy związkowi zbaranieli i zaczęli chyłkiem się wycofywać.